# Il re degli ontani
Il re degli ontani è un romanzo del 1970 dello scrittore francese Michel Tournier; racconta la storia di un uomo che recluta ragazzini per diventare nazisti, nella convinzione di proteggerli. Pubblicato dall'editore Gallimard ottenne quello stesso anno il Premio Goncourt.
Il titolo è tratto dal poema Erlkönig di Goethe, (die Erle = l'ontano), anche se il nome deriva dalla parola danese per "Re degli Elfi" (Ellerkonge) .

## Trama
Viene narrata la vita di Abel Tiffauges; la parte dedicata all'infanzia e giovinezza prima del 1939 è descritta sotto forma di diario personale. Mentre frequenta il collegio Saint-Christophe come convittore, Abel incontra e fa amicizia con Nestor, uno studente di classe sociale più alta della sua, che lo prende sotto la sua protezione. Nestor adora tutto ciò che ha a che vedere con la guerra e tale fissazione aiuterà anche Abel, che lo segue con indulgenza e complicità, nella realizzazione delle proprie ossessioni: vale a dire la passione per i ragazzini.
Prima di essere arruolato soldato per andare a combattere in Alsazia Abel fa l'allevatore di piccioni; fatto prigioniero dai tedeschi, viene deportato attraverso tutta la Germania nazista fino a giungere nella regione della Prussia orientale, dove viene imprigionato nel campo di Moorhof. Nei dintorni si trova la cosiddetta riserva di caccia di Hermann Göring, chiamato "l'orco"; Abel finisce con l'unirsi alla riserva del maresciallo.
Nel 1943 Abel viene trasferito nuovamente in Masuria, nell'antica fortezza di Kaltenborg trasformata in "Napola" (National Politische Erziehungsanstalten), accademia paramilitare del Terzo Reich: qui assume presto anch'egli il soprannome di "orco". Gli viene affidato il compito di reclutare forzosamente bambini e adolescenti destinati ad esser mandati al fronte dopo un duro addestramento; qui è completamente appagato e diventa gradualmente il padrone dell'intera struttura.
Riuscirà a salvare un giovinetto ebreo di nome Ephraim proveniente da un campo lituano: fugge con lui, per allontanarsi dai sovietici, portandoselo sulla schiena attraverso le paludi. Il romanzo termina con la seguente frase: "Quando Abel sollevò la testa a guardare Ephraïm per l'ultima volta, tutto ciò che vide fu una stella d'oro a sei punte rotanti lentamente verso il cielo nero".

## Adattamenti cinematografici
- 1996: L'orco - The Ogre, film drammatico diretto da Volker Schlöndorff e interpretato da John Malkovich[2].